# 하스누마역
하스누마역(일본어: 蓮沼駅)은 일본 도쿄도 오타구에 있는 도쿄 급행 전철의 역이다. 1922년 10월, 이케가미 전기철도의 역으로 개통하였다. 역 번호는 IK14이다.

## 역 구조
상대식 승강장 2면 2선의 지상역이다. 개찰구는 상하행선 승강장에 각각 설치되어 개찰 내 승강장 사이로의 이동은 불가능하다. 화장실은 고탄다 방면 승강장에 설치되어 있다.

### 타는 곳
| 번호 | 노선        | 방향 | 행선                                    |
| ---- | ----------- | ---- | --------------------------------------- |
| 1    | 이케가미 선 | 하행 | 가마타 방면                             |
| 2    | 이케가미 선 | 상행 | 유키가야오쓰카・하타노다이・고탄다 방면 |

## 역 주변
- 오타 구청 가마타니시 특별 출장소
- 오타 도세 사무소
- 오타 히가시야구치산 우체국
- 하스누마 상점가
- 오타 구립 하스누마 중학교

## 사진

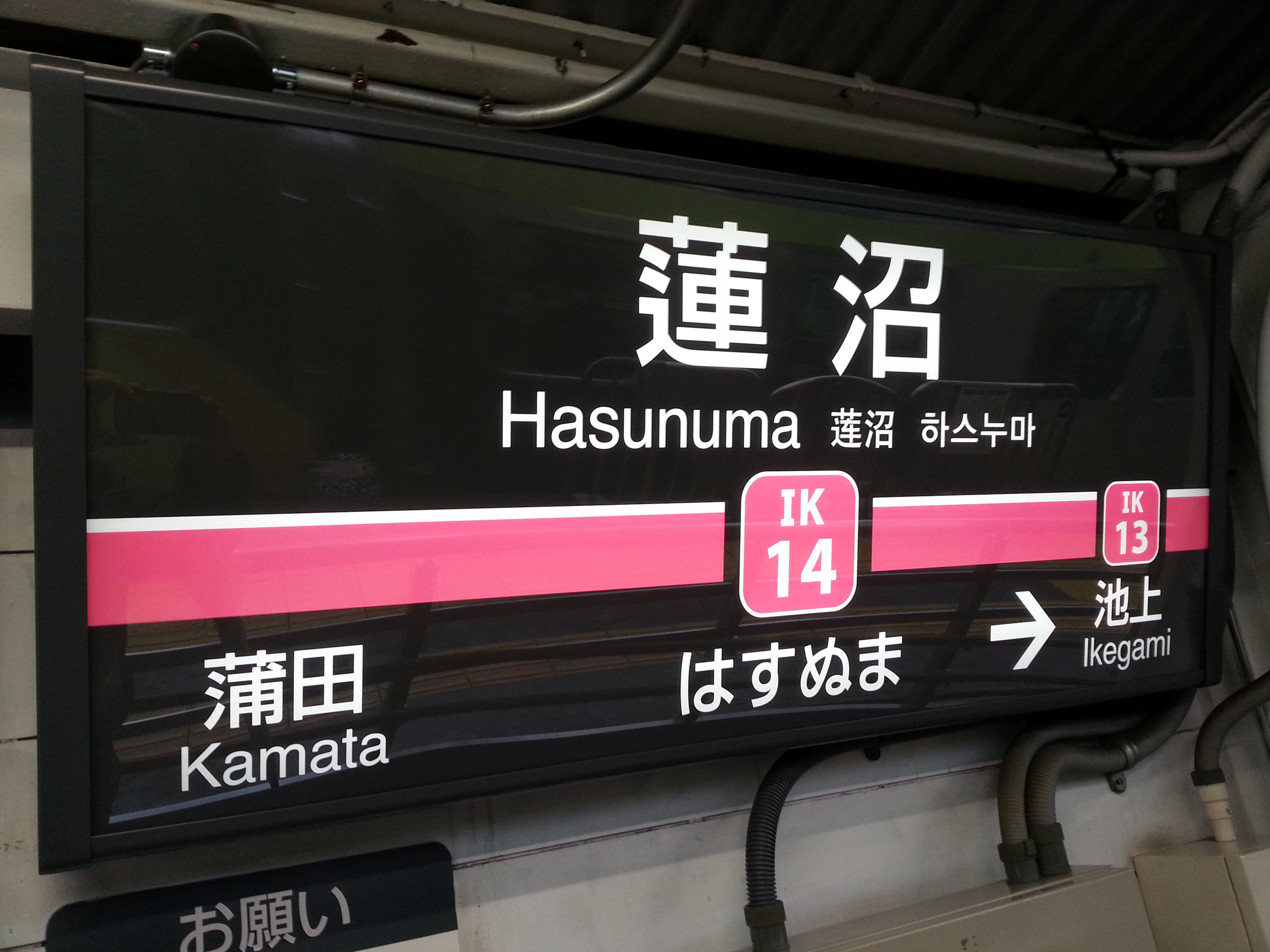
역명판

## 인접역
| 도쿄 급행 전철 이케가미 선 | 도쿄 급행 전철 이케가미 선 | 도쿄 급행 전철 이케가미 선 |
| -------------------------- | -------------------------- | -------------------------- |
| IK 13 이케가미 고탄다 방면 |                            | 가마타 IK 15 가마타 방면   |